# هيسيسيوس
هيسيسيوس (بالإنكليزية:Hicesius، باليونانية: Ἱκέσιος) هو طبيب يوناني، يُحتمل بأنه عاش في نهاية القرن الأول ما قبل الميلاد، نظراً لأن كريتو كان قد نقل عنه،  كما أنه عاش قبل سترابو بزمن قصير. كان تلميذاً لإراسيستراتوس، كما كان على رأس المدرسة الطبية التي أُسست في مدينة سميرنا (أزمير). نقل عنه أثينايوس في عدة مواضع، و روى عنه بأنه كان صديقاً لمينودوروس، كما نقل عنه بلينيوس الأكبر. مازال هناك قطعتين نقديتين محفوظتين تم صكهما تكريماً لهيسيسيوس من قبل أهالي مدينة سميرنا.